# Unione Sportiva Cremonese 1995-1996
Questa voce raccoglie le informazioni riguardanti l'Unione Sportiva Cremonese nelle competizioni ufficiali della stagione 1995-1996.

## Stagione
Nella stagione 1995-1996 la Cremonese disputa il settimo campionato di Serie A della sua storia, senza riuscire a raggiungere l'obiettivo di mantenere la categoria. Si piazza al penultimo posto con 27 punti, e viene retrocessa con il Bari, il Torino ed il Padova. Si è laureato Campione d'Italia il Milan con 73 punti. A Cremona il quarto anno della gestione Luigi Simoni porta in dote il centrocampista slavo Marko Perovic preso dalla Stella Rossa di Belgrado. Ma il problema più serio dei grigiorossi in questa stagione è l'attacco, arriva a dare man forte anche un giovane australiano John Aloisi. Andrea Tentoni chiude il torneo con 9 centri, Riccardo Maspero con 8 reti e Matjaz Florijancic con 6 reti, non bastano per rincorrere la salvezza. Il 10 dicembre la Cremonese batte allo Zini il Bari (7-1), nel giorno d'esordio sulla panchina pugliese di Eugenio Fascetti. Ma senza un seguito, perché la settimana successiva si perde (2-1) l'atteso derby di Piacenza. L'amarezza finale della retrocessione è stata mitigata dalla "parentesi azzurra" del 29 maggio 1996, Italia-Belgio (2-2) in notturna allo Zini, con il sigillo finale di Enrico Chiesa lo scorsa stagione in maglia grigiorossa. In Coppa Italia la Cremonese supera il Varese nel primo turno, mentre nel secondo turno cede ai calci di rigore all'Atalanta.

## Divise e sponsor
Il fornitore ufficiale di materiale tecnico per la stagione 1995-1996 fu Uhlsport, mentre lo sponsor di maglia fu Negroni.
| 1ª divisa | 2ª divisa |

## Organigramma societario
Area direttiva
- Presidente: Domenico Luzzara
- Amministratore delegato: Eraldo Ferraroni
- General Manager: Erminio Favalli
- Direttore sportivo: Vittorio Berago
- Segretari: Lalla Bacchetta e Nedo Bettoli

Area sanitaria
- Medico sociale: Bruno Anselmi
- Massaggiatore: Luigi Rivetti

Area tecnica
- Allenatore: Luigi Simoni
- Allenatore in 2ª: Bernardino Busi
- Allenatore Primavera: Luciano Cesini
- Preparatore atletico: Luciano Meciani

## Rosa
| N. |                       | Ruolo | Calciatore          |
| -- | --------------------- | ----- | ------------------- |
| 1  | Italia (bandiera)     | P     | Luigi Turci         |
| 2  | Italia (bandiera)     | D     | Luigi Garzya        |
| 3  | Italia (bandiera)     | D     | Angelo Orlando      |
| 4  | Italia (bandiera)     | C     | Gianni Cristiani    |
| 5  | Italia (bandiera)     | D     | Giovanni Dall'Igna  |
| 6  | Italia (bandiera)     | D     | Corrado Verdelli    |
| 7  | Italia (bandiera)     | C     | Stefano De Agostini |
| 8  | Slovenia (bandiera)   | A     | Matjaž Florijančič  |
| 9  | Italia (bandiera)     | A     | Enrico Fantini      |
| 10 | Italia (bandiera)     | C     | Riccardo Maspero    |
| 11 | Italia (bandiera)     | A     | Andrea Tentoni      |
| 12 | Italia (bandiera)     | P     | Stefano Razzetti    |
| 13 | Italia (bandiera)     | D     | Marco Steffani      |
| 14 | Jugoslavia (bandiera) | C     | Marko Perović       |

| N. |                      | Ruolo | Calciatore         |
| -- | -------------------- | ----- | ------------------ |
| 15 | Italia (bandiera)    | A     | Josè Pirri         |
| 16 | Italia (bandiera)    | C     | Roberto Manfredi   |
| 17 | Italia (bandiera)    | C     | Federico Valorsi   |
| 18 | Italia (bandiera)    | C     | Marco Giandebiaggi |
| 19 | Italia (bandiera)    | D     | Fabio Di Sauro     |
| 20 | Italia (bandiera)    | C     | Eligio Nicolini    |
| 21 | Italia (bandiera)    | D     | Luigi Gualco       |
| 22 | Italia (bandiera)    | P     | Giorgio Bianchi    |
| 23 | Italia (bandiera)    | C     | Ettore Ferraroni   |
| 24 | Italia (bandiera)    | D     | Alfredo Bassani    |
| 25 | Italia (bandiera)    | C     | Gianluca Petrachi  |
| 26 | Australia (bandiera) | A     | John Aloisi (II)   |
| 27 | Italia (bandiera)    | C     | Simone Guarneri    |

## Calciomercato

### Sessione estiva
| Acquisti | Acquisti          | Acquisti     | Acquisti      |
| R.       | Nome              | da           | Modalità      |
| -------- | ----------------- | ------------ | ------------- |
| D        | Alfredo Bassani   | Como         | fine prestito |
| D        | Fabio Di Sauro    | Inter        | comproprietà  |
| D        | Marco Steffani    | Pavia        | definitivo    |
| C        | Riccardo Maspero  | Sampdoria    | fine prestito |
| C        | Angelo Orlando    | Inter        | definitivo    |
| C        | Marko Perović     | Stella Rossa | definitivo    |
| C        | Gianluca Petrachi | Palermo      | definitivo    |
| A        | Marco Bruzzano    | Giarre       | fine prestito |
| A        | Enrico Fantini    | Juventus     | prestito      |
| A        | Josè Pirri        | Centese      | fine prestito |

| Cessioni | Cessioni           | Cessioni    | Cessioni      |
| R.       | Nome               | a           | Modalità      |
| -------- | ------------------ | ----------- | ------------- |
| D        | Davide Lucarelli   | Pisa        | definitivo    |
| D        | Mauro Milanese     | Torino      | definitivo    |
| D        | Alessandro Pedroni | Inter       | definitivo    |
| C        | Vanni Pessotto     | Massese     | prestito      |
| C        | Alessio Pirri      | Salernitana | definitivo    |
| C        | Claudio Sclosa     | Lazio       | fine prestito |
| A        | Marco Bruzzano     | Carrarese   | prestito      |
| A        | Enrico Chiesa      | Sampdoria   | fine prestito |

### Sessione autunnale
| Acquisti | Acquisti    | Acquisti | Acquisti   |
| R.       | Nome        | a        | Modalità   |
| -------- | ----------- | -------- | ---------- |
| A        | John Aloisi | Anversa  | definitivo |

| Cessioni | Cessioni        | Cessioni    | Cessioni   |
| R.       | Nome            | a           | Modalità   |
| -------- | --------------- | ----------- | ---------- |
| D        | Fabio Di Sauro  | Reggina     | prestito   |
| C        | Eligio Nicolini | Reggina     | definitivo |
| C        | José Pirri      | Ospitaletto | prestito   |

## Risultati

### Serie A

#### Girone di andata
| Arbitro: | Bettin (Padova) |

|                                                   |           |             |
| Jugović 17’ Ravanelli 65’, 71’ Tentoni 87’ (aut.) | Marcatori | 50’ Maspero |

| Cremona 10 settembre 1995 2ª giornata | Cremonese           | 0 – 0 | Sampdoria | Stadio Giovanni Zini\| Arbitro: \| Collina (Viareggio) \| |
| Arbitro:                              | Collina (Viareggio) |       |           |                                                           |

| Arbitro: | Cardona (Milano) |

|                             |           |                                    |
| Bierhoff 60’, 69’ Poggi 66’ | Marcatori | 76’ (rig.) Maspero 80’ Florijančič |

| Arbitro: | Treossi (Forlì) |

|  |           |                    |
|  | Marcatori | 68’ (aut.) Tentoni |

| Arbitro: | Pellegrino (Barcellona Pozzo di Gotto) |

|                                       |           |                         |
| Padalino 40’ Baiano 44’ Batistuta 60’ | Marcatori | 41’ Maspero 89’ Fantini |

| Arbitro: | Pairetto (Nichelino) |

|                     |           |  |
| Oliveira 44’ (rig.) | Marcatori |  |

| Arbitro: | Racalbuto (Gallarate) |

|             |           |               |
| Perović 43’ | Marcatori | 22’ D. Morfeo |

| Napoli 29 ottobre 1995 8ª giornata | Napoli             | 0 – 0 | Cremonese | Stadio San Paolo\| Arbitro: \| Tombolini (Ancona) \| |
| Arbitro:                           | Tombolini (Ancona) |       |           |                                                      |

| Arbitro: | Trentalange (Torino) |

|  |           |                        |
|  | Marcatori | 43’ Cannavaro 74’ Zola |

| Arbitro: | Beschin (Legnago) |

|                          |           |                    |
| Winter 28’ Casiraghi 65’ | Marcatori | 72’ (rig.) Maspero |

| Arbitro: | Stafoggia (Pesaro) |

|                       |           |               |
| Aloisi 2’ Maspero 46’ | Marcatori | 7’ Giampietro |

| Arbitro: | Borriello (Mantova) |

|                      |           |  |
| Zanetti 19’ Ganz 43’ | Marcatori |  |

| Arbitro: | Ceccarini (Livorno) |

|                                                                                       |           |               |
| Brioschi 9’ (aut.) Gualco 26’ Florijančič 39’ Perović 42’, 60’ Aloisi 45’ Tentoni 73’ | Marcatori | 22’ Andersson |

| Arbitro: | Cesari (Genova) |

|                        |           |             |
| Caccia 19’ Piovani 45’ | Marcatori | 88’ Tentoni |

| Arbitro: | Pellegrino (Barcellona Pozzo di Gotto) |

|                  |           |          |
| Giandebiaggi 66’ | Marcatori | 79’ Pelé |

| Arbitro: | Braschi (Prato) |

|           |           |  |
| Otero 74’ | Marcatori |  |

| Cremona 14 gennaio 1996 17ª giornata | Cremonese         | 0 – 0 | Milan | Stadio Giovanni Zini\| Arbitro: \| Beschin (Legnago) \| |
| Arbitro:                             | Beschin (Legnago) |       |       |                                                         |

#### Girone di ritorno
| Arbitro: | Stafoggia (Pesaro) |

|                                            |           |                                         |
| Peruzzi 23’ (aut.) Maspero 57’ Tentoni 77’ | Marcatori | 56’ Vialli 67’ Ravanelli 90’ Vierchowod |

| Arbitro: | Bettin (Padova) |

|                        |           |  |
| Balleri 12’ Chiesa 60’ | Marcatori |  |

| Arbitro: | Cinciripini (Ascoli Piceno) |

|                            |           |                          |
| Tentoni 8’ Florijančič 90’ | Marcatori | 12’ Poggi 89’ (rig.) Bia |

| Arbitro: | Rodomonti (Teramo) |

|                                      |           |  |
| Di Biagio 25’ Balbo 33’ Cappioli 89’ | Marcatori |  |

| Cremona 18 febbraio 1996 22ª giornata | Cremonese           | 0 – 0 | Fiorentina | Stadio Giovanni Zini\| Arbitro: \| Collina (Viareggio) \| |
| Arbitro:                              | Collina (Viareggio) |       |            |                                                           |

| Arbitro: | Ceccarini (Livorno) |

|                                      |           |           |
| Maspero 1’ Dall'Igna 25’ Perović 87’ | Marcatori | 79’ Muzzi |

| Arbitro: | Nicchi (Arezzo) |

|            |           |             |
| Pisani 78’ | Marcatori | 82’ Maspero |

| Arbitro: | Farina (Novi Ligure) |

|             |           |         |
| Tentoni 22’ | Marcatori | 5’ Buso |

| Arbitro: | Borriello (Mantova) |

|                  |           |           |
| Tentoni 53’, 83’ | Marcatori | 46’ Negro |

| Arbitro: | Cinciripini (Ascoli Piceno) |

|                |           |                      |
| N. Amoruso 90’ | Marcatori | 42’, 56’ Florijančič |

| Arbitro: | Cesari (Genova) |

|                  |           |                                             |
| Tentoni 51’, 82’ | Marcatori | 45’ Ince 55’ Zanetti 79’ Pistone 90’ Branca |

| Arbitro: | Rodomonti (Teramo) |

|                    |           |  |
| Mussi 56’ Zola 90’ | Marcatori |  |

| Arbitro: | Treossi (Forlì) |

|                 |           |             |
| Protti 56’, 73’ | Marcatori | 39’ Perović |

| Cremona 20 aprile 1996 31ª giornata | Cremonese        | 0 – 0 | Piacenza | Stadio Giovanni Zini\| Arbitro: \| Bazzoli (Merano) \| |
| Arbitro:                            | Bazzoli (Merano) |       |          |                                                        |

| Arbitro: | Messina (Bergamo) |

|             |           |  |
| Mezzano 40’ | Marcatori |  |

| Arbitro: | Rosica (Roma) |

|                   |           |             |
| Sartor 65’ (aut.) | Marcatori | 42’ Murgita |

| Arbitro: | Lana (Torino) |

|                                                                                    |           |                 |
| De Agostini 7’ (aut.), 61’ (aut.) Weah 59’ Panucci 65’ Di Canio 83’, 85’ Boban 84’ | Marcatori | 22’ Florijančič |

### Coppa Italia
| Arbitro: | Branzoni (Pavia) |

|  |           |             |
|  | Marcatori | 69’ Maspero |

| Arbitro: | Bazzoli (Merano) |

|                                 |                      |                                       |
| Bonacina 48’ Sgrò 83’           | Marcatori            | 28’ Florijančič 75’ (aut.) A. Paganin |
| Salvatori Bonacina Sgrò Rotella | Tiri di rigore 4 – 2 | Florijančič Maspero Nicolini Perović  |

## Statistiche

### Statistiche di squadra
| Competizione | Punti | In casa | In casa | In casa | In casa | In casa | In casa | In trasferta | In trasferta | In trasferta | In trasferta | In trasferta | In trasferta | Totale | Totale | Totale | Totale | Totale | Totale | DR  |
| Competizione | Punti | G       | V       | N       | P       | Gf      | Gs      | G            | V            | N            | P            | Gf           | Gs           | G      | V      | N      | P      | Gf     | Gs     | DR  |
| ------------ | ----- | ------- | ------- | ------- | ------- | ------- | ------- | ------------ | ------------ | ------------ | ------------ | ------------ | ------------ | ------ | ------ | ------ | ------ | ------ | ------ | --- |
| Serie A      | 27    | 17      | 4       | 10      | 3       | 25      | 20      | 17           | 1            | 2            | 14           | 12           | 37           | 34     | 5      | 12     | 17     | 37     | 57     | -20 |
| Coppa Italia |       | -       | -       | -       | -       | -       | -       | 2            | 1            | 1            | 0            | 3            | 2            | 2      | 1      | 1      | 0      | 3      | 2      | +1  |
| Totale       |       | 17      | 4       | 10      | 3       | 25      | 20      | 19           | 2            | 3            | 14           | 15           | 39           | 36     | 6      | 13     | 17     | 40     | 59     | -19 |

### Statistiche dei giocatori[7]
| Giocatore       | Serie A  | Serie A | Serie A     | Serie A    | Coppa Italia | Coppa Italia | Coppa Italia | Coppa Italia | Totale   | Totale | Totale      | Totale     |
| Giocatore       | Presenze | Reti    | Ammonizioni | Espulsioni | Presenze     | Reti         | Ammonizioni  | Espulsioni   | Presenze | Reti   | Ammonizioni | Espulsioni |
| --------------- | -------- | ------- | ----------- | ---------- | ------------ | ------------ | ------------ | ------------ | -------- | ------ | ----------- | ---------- |
| J. Aloisi (II)  | 22       | 2       | ?           | ?          | -            | -            | -            | -            | 22       | 2      | 0+          | 0+         |
| A. Bassani      | 6        | 0       | ?           | ?          | -            | -            | -            | -            | 6        | 0      | 0+          | 0+         |
| G. Cristiani    | 29       | 0       | ?           | ?          | 1            | 0            | ?            | ?            | 30       | 0      | ?           | ?          |
| G. Dall'Igna    | 23       | 1       | ?           | ?          | 2            | 0            | ?            | ?            | 25       | 1      | ?           | ?          |
| S. De Agostini  | 23       | 0       | ?           | ?          | 2            | 0            | ?            | ?            | 25       | 0      | ?           | ?          |
| E. Fantini      | 20       | 1       | ?           | ?          | -            | -            | -            | -            | 20       | 1      | 0+          | 0+         |
| E. Ferraroni    | 16       | 0       | ?           | ?          | 2            | 0            | ?            | ?            | 18       | 0      | ?           | ?          |
| M. Florijančič  | 33       | 6       | ?           | ?          | 2            | 1            | ?            | ?            | 35       | 7      | ?           | ?          |
| L. Garzya       | 26       | 0       | ?           | ?          | 2            | 0            | ?            | ?            | 28       | 0      | ?           | ?          |
| M. Giandebiaggi | 32       | 1       | ?           | ?          | 2            | 0            | ?            | ?            | 34       | 1      | ?           | ?          |
| L. Gualco       | 22       | 1       | ?           | ?          | -            | -            | -            | -            | 22       | 1      | 0+          | 0+         |
| S. Guarneri     | 1        | 0       | ?           | ?          | -            | -            | -            | -            | 1        | 0      | 0+          | 0+         |
| R. Maspero      | 34       | 8       | ?           | ?          | 2            | 1            | ?            | ?            | 36       | 9      | ?           | ?          |
| E. Nicolini     | 1        | 0       | ?           | ?          | 2            | 0            | ?            | ?            | 3        | 0      | ?           | ?          |
| A. Orlando      | 25       | 0       | ?           | ?          | 2            | 0            | ?            | ?            | 27       | 0      | ?           | ?          |
| M. Perović      | 25       | 5       | ?           | ?          | 1            | 0            | ?            | ?            | 26       | 5      | ?           | ?          |
| G. Petrachi     | 26       | 0       | ?           | ?          | -            | -            | -            | -            | 26       | 0      | 0+          | 0+         |
| S. Razzetti     | 6        | -14     | ?           | ?          | -            | -            | -            | -            | 6        | -14    | 0+          | 0+         |
| M. Steffani     | 2        | 0       | ?           | ?          | -            | -            | -            | -            | 2        | 0      | 0+          | 0+         |
| A. Tentoni      | 32       | 9       | ?           | ?          | 2            | 0            | ?            | ?            | 34       | 9      | ?           | ?          |
| L. Turci        | 29       | -43     | ?           | ?          | 2            | -2           | ?            | ?            | 31       | -45    | ?           | ?          |
| C. Verdelli     | 31       | 0       | ?           | ?          | 2            | 0            | ?            | ?            | 33       | 0      | ?           | ?          |